# 北海道道958号大椴線
北海道道958号大椴線（ほっかいどうどう958ごう おおとどせん）は、北海道留萌郡小平町内を結ぶ一般道道（北海道道）である。冬期通行止め区間がある。

## 概要

### 路線データ
- 起点：北海道留萌郡小平町字大椴（北海道道1049号苫前小平線交点）
- 終点：北海道留萌郡小平町字大椴（国道232号交点）
- 総延長：8.566 km
- 実延長：8.552 km
- 重用延長：0.014 km
- 未舗装延長：2.585 km

### 道路管理者
- 留萌振興局 留萌建設管理部 事業課

## 歴史
- 1978年（昭和53年）5月6日 - 路線認定[1]。
- 2010年（平成22年）7月16日 - 起点側約3.4 kmの小平町道を道道に追加指定[2]。

## 路線状況

### 冬期交通規制
- 通行止め
  - 小平町字大椴358（ゲート） - 小平町字大椴338
区間延長：3.5 km

### 道路施設

#### 常設型ゲート
- ゲート（小平町字大椴358）

## 地理

### 通過する自治体
- 留萌振興局
  - 留萌郡小平町

### 交差する道路
小平町
- 北海道道1049号苫前小平線 - 字大椴（起点）
- 国道232号 - 字大椴（終点）